# آديلايد فرايز
آديلايد فرايز (بالإنجليزية: Adelaide Fries)‏ هي أمينة الأرشيف ومؤرخة أمريكية، ولدت في 1871، وتوفيت في 1949.